# Capitaneo
Tra l'XI e il XII secolo la qualifica di capitaneus si diffuse nell'area milanese, nella Marca Veronese e in tutta l'Emilia.
In area lombarda i capitanei erano i maggiori vassalli di un vescovo, in particolare di quello di Milano: in quest'ultimo caso, si trattava di esponenti di famiglie per lo più provenienti dal contado, che già a partire dall'XI secolo si erano trasferite all'interno della città di Milano, dove godevano di una posizione sociale di particolare autorità e potere, essendo uniti da legami vassallatico-beneficiari con la Chiesa ambrosiana.
Si fa derivare il nome dall'espressione latina capita plebium (titolari delle pievi) o capita decimae (titolari delle decime), o forse anche dal fatto che ricevevano i propri feudi in capite, senza cioè riconoscere altri signori oltre il vescovo (in ciò trovandosi nella stessa posizione dei baroni nei riguardi del sovrano).
A loro volta, i capitanei potevano legare a sé con vincoli analoghi altri soggetti, i valvassori, o secundi milites. Negli anni trenta dell'XI secolo scoppiò un acceso conflitto fra i capitanei e i valvassori, poiché questi ultimi pretendevano di trasmettere ereditariamente i benefici loro concessi, sottraendoli in tal modo al controllo diretto dei loro signori. L'arcivescovo Ariberto da Intimiano si schierò con i capitanei, e gli esponenti della nobiltà minore ne uscirono sconfitti. La situazione si complicò poi con il diretto intervento dell'imperatore Corrado II, il quale, con l'intento di rafforzare l'autorità imperiale in Italia, emanò nel 1037 la Constitutio de feudis che garantiva ai vassalli dei capitanei proprio la trasmissione ereditaria dei benefici, nonché la possibilità di rivolgersi ad un tribunale regio in caso di controversie con i loro signori.
Tali disposizioni, favorevoli all'aristocrazia minore, peraltro non garantirono all'imperatore un controllo effettivo su Milano. Quando, infatti, Corrado II, ritenendo di poter contare sul consenso del ceto appena beneficato, decise di processare l'arcivescovo milanese e pose sotto assedio la città, si trovò a dover fronteggiare la difesa compatta dell'intera cittadinanza, capitanei, valvassori e cives.